# Janvier 1993

## Événements
- 1er janvier : 
  - entrée en vigueur du Grand Marché Unique Européen et de l'Union européenne.
  - Scission de la fédération tchécoslovaque entre Tchéquie et Slovaquie.
- 3 janvier : signature par George Bush et Boris Eltsine des accords START 2.

- 20 janvier : discours inaugural de Bill Clinton[1], nouveau président des États-Unis.
- 22 janvier : Helno, chanteur des Négresses Vertes, meurt d'une overdose.
- 26 janvier : élection présidentielle tchèque,  Václav Havel est élu.
- 27 janvier : Didier Auriol gagne le Rallye Monte-Carlo.

## Naissances
- 1er janvier : Sifan Hassan, athlète néerlando-éthiopienne.
- 3 janvier : Vadim Musaev, boxeur russe.
- 4 janvier : Benedict Bamanya, artiste musicien congolais.
- 5 janvier :
  - Jennifer Ågren, taekwondoïste suédoise.
  - Bian Ka, athlète chinoise.
  - Elijah Manangoi, athlète kényan.
  - Jolanda Neff, coureuse cycliste suisse.
- 10 janvier : Jordan Michallet, joueur français de rugby à XV († 18 janvier 2022).
- 12 janvier : 
  - D.O., chanteur, danseur et acteur sud-coréen, membre du boys band EXO.
  - Zayn Malik, chanteur anglais, ancien membre des One Direction.
  - Ajara Nchout, footballeuse camerounaise.
- 21 janvier : 
  - Clément Mignon, nageur français
  - Georgio, rappeur français
  - Fabiola Ndanga Nana, judokate camerounaise
- 22 janvier : Bigflo, rappeur français.
- 25 janvier : Iris Mittenaere, Miss France 2016 et Miss Univers 2016
- 26 janvier : 
  - Cameron Bright, acteur canadien
  - Florian Thauvin, footballeur français
- 28 janvier : 
  - Daniel Manche, acteur américain.
  - Will Poulter, acteur britannique.
- 29 janvier : Kyary Pamyu Pamyu, chanteuse japonaise .

## Décès
- 5 janvier : Juan Benet, écrivain espagnol (° 7 octobre 1927).
- 6 janvier :
  - Dizzy Gillespie, trompettiste américain de jazz (° 21 octobre 1917).
  - Rudolf Noureev, danseur de ballet (° 17 mars 1938).
- 13 janvier : René Pleven, homme politique français (° 15 avril 1901) .
- 20 janvier : Audrey Hepburn, actrice anglo-néerlandaise (° 4 mai 1929).
- 21 janvier : Charlie Gehringer, baseballeur américain (° 11 mai 1903).
- 22 janvier : Helno, chanteur des Négresses Vertes, décédé d'une overdose (° 25 décembre 1963).
- 27 janvier : André The Giant, catcheur français évoluant à la WWE (° 19 mai 1946).
- 30 janvier : Han Moo-sook, auteure sud-coréenne (° 25 octobre 1918).